# Cayenne (kortspel)
Cayenne är ett kortspel av whist-typ för fyra deltagare, som spelar parvis mot varandra. Inför varje giv dras ett kort som visar föreslagen trumffärg. Spelet inleds sedan med budgivning, där bara förhand och dennes partner får bjuda, varefter man spelar om stick. 
Vid budgivningen finns alternativen spel med föreslagen trumffärg, spel med annan vald trumffärg, spel utan trumf samt pass. Poäng ges till det par som tagit hem flest stick, eller om pass är bjudet, det par som tagit minsta antalet stick.  